# Кайрялис, Альфонсас Константинович
Альфонсас Константинович Кайрялис — советский хозяйственный, государственный и политический деятель.

## Биография
Родился в 1924 году в Литве. Член КПСС с 1944 года.
Участник подпольного революционного движения в Литве, затем участник Великой Отечественной войны, партизан. С 1946 года — на хозяйственной, общественной и политической работе. В 1946—1987 гг. — работник ЦК Компартии Литвы, секретарь Мажейкского укома партии, первый секретарь Клайпедского горкома партии, заведующий отделом ЦК Компартии Литвы, Прокурор Литовской ССР, председатель Комитета народного контроля Литовской ССР.
Избирался депутатом Верховного Совета Литовской ССР 4-11-го созывов.
Умер после 1990 года.